# Silvano Bianchi
Silvano Bianchi (Trimbach, 17 februari 1957) is een Zwitsers voormalig voetballer die speelde als verdediger.

## Carrière
Bianchi speelde voor Grasshopper Club Zürich, Neuchâtel Xamax en Servette FC Genève tussen 1975 en 1989.
Hij speelde twee interlands voor Zwitserland waarin hij niet tot scoren kwam.
Na zijn spelersloopbaan was hij tussen 2005 en 2007 assistent-coach bij FC Aarau.